# Jenna von Oÿ
Jenna von Oÿ (Stamford, Connecticut, 2 de mayo de 1977) es una actriz estadounidense y cantante de country siendo más conocida por sus papeles de Stevie van Lowe en la sitcom de UPN The Parkers y Six LeMure en Blossom.

## Biografía

### Primeros años
Nacida en Stamford en 1977, ella estudió en el instituto Newtown High School en Newtown, Connecticut. Después se iría a estudiar en la Universidad del Sur de California donde fue miembro de la hermandad Kappa Alpha Theta. Su apellido es alemán y sus abuelos paternos fueron inmigrantes alemanes. Sus abuelos maternos son inmigrantes holandeses.

### Carrera como actriz
Von Oÿ comenzó su carrera haciendo anuncios de Gelatina cuando tenía seis años. En 1986, apareció en la serie The Kingdom Chums: Little David's Adventure y estrella invitada en Tales from the Darkside. Más tarde aparecería en unas series de anuncios anunciando la popular bebida de los años 90, Boku. Von Oÿ apareció en varias series de televisión como en Blossom, donde interpretó a la amiga de Blossom Russo, Six LeMure, Family Values, interpretando a Phoebe Huck, y The Parkers en el papel de Stevie van Lowe. También hizo doblaje en películas y series de animación prestando su voz a Stacey en la película Goofy e hijo y Trinket St. Blaire en Pepper Ann. También apareció en  Cold Case y parodió el personaje de Rory Gilmore de Las chicas Gilmore en Padre de familia.
En 1991 apareció como Michelle Bennet en la serie educativa Family Album, U.S.A..
En 2004 poso en la revista King. En 2005 estuvo en la posición 94 de la VH1 de "100 Greatest Kid Stars".

### Carrera como cantante
En junio de 2000, von Oÿ grabó una maqueta de un CD para lanzar su carrera como cantante de música country, su álbum debut, Breathing Room fue lanzado el 18 de septiembre de 2007.

## Filmografía
| Año       | Título                     | Personaje           | Observaciones       |
| --------- | -------------------------- | ------------------- | ------------------- |
| 1986      | ABC Weekend Special        | Mary Ann            | TV, 1 episodio      |
| 1986      | Tales from the Darkside    | Greta               | TV, 1 episodio      |
| 1987      | At Mother's Request        | Audrey Schreuder    | Serie TV            |
| 1989      | Monsters                   | Amy                 | TV, 1 episodio      |
| 1989      | Born on the Fourth of July | Young Suzanne Kovic |                     |
| 1990-1991 | Lenny                      | Kelly Callahan      | TV                  |
| 1990-1995 | Blossom                    | Six LeMeure         | TV, 114 episodes    |
| 1995      | A Goofy Movie              | Stacey (Voz)        |                     |
| 1995      | Family Values              | Phoebe Huck         | TV                  |
| 1996      | She Cried No               | Jordan              | Television movie    |
| 1997      | Dying to Belong            | Shelby Blake        | Película televisiva |
| 1997      | Martin                     | Donna               | TV, 1 episodio      |
| 1997      | Chicago Hope               | Stacey Kagan        | TV, 1 episodio      |
| 1997      | Unhappily Ever After       | Bitsy Berg          | TV, 1 episodio      |
| 1998      | 7th Heaven                 | Theresa             | TV, 1 episodio      |
| 1999      | Moesha                     | Stevie              | TV, 1 episodio      |
| 1999-2000 | Pepper Ann                 | Trinket (Voz)       | TV, 6 episodios     |
| 1999-2004 | The Parkers                | Stevie Van Lowe     | TV, 108 episodios   |
| 2001-2002 | What's with Andy?          | Jen (Voz)           | TV, 6 episodios     |
| 2002      | Final Breakdown            | Kellie              |                     |
| 2002      | Truth Be Told              | Kelly               |                     |
| 2005      | Marsha Potter Gets a Life  |                     | Película televisiva |
| 2005      | Cold Case                  | Kitty 1982          | TV, 1 episodio      |
| 2005      | Family Guy                 | Lorelai (Voz)       | TV, 1 episodio      |
| 2006      | Dr. Dolittle 3             | Gracie (Voz)        |                     |

## Premios y nominaciones
| Año  | Resultado | Festival           | Categoría                         | Película o serie |
| ---- | --------- | ------------------ | --------------------------------- | ---------------- |
| 1991 | Nominada  | Young Artist Award | Mejor actriz joven protagonista   | Lenny            |
| 1992 | Nominada  | Young Artist Award | Mejor actriz joven coprotagonista | Blossom          |
| 1993 | Ganó      | Young Artist Award | Mejor actriz joven coprotagonista | Blossom          |
| 1994 | Ganó      | Young Artist Award | Mejor cómica joven                | Blossom          |